# سهل عين التفاحة
سهل عين التفاحة هي قرية لبنانية من قرى قضاء الضنية في محافظة الشمال.